# Tranoroa
Tranoroa è una città e comune del Madagascar situato nel distretto di Beloha, regione di Androy. 
La popolazione del comune rilevata nel 2001 era pari a 18 163 unità.